# DAMAaaS
 (février 2021).
DAMAaaS est un logiciel conçu par l'éditeur de logiciel, Inagua, depuis 2012. Il est classé parmi les solutions BPM (Business Process Management).

## Produit
DAMAaaS est un logiciel en ligne permettant de modéliser l'exécution de tous types de workflows d'entreprise. Il est notamment utilisé par plusieurs banques françaises et européennes. C'est une solution de type SaaS pour l'automatisation des processus métier.
La plateforme DAMAaaS permet de concevoir des applications métiers sur mesure 100% NoCode.

## Annexe
DAMAaaS est un mot-valise : DAta Management as a Service.